# Günther Huster

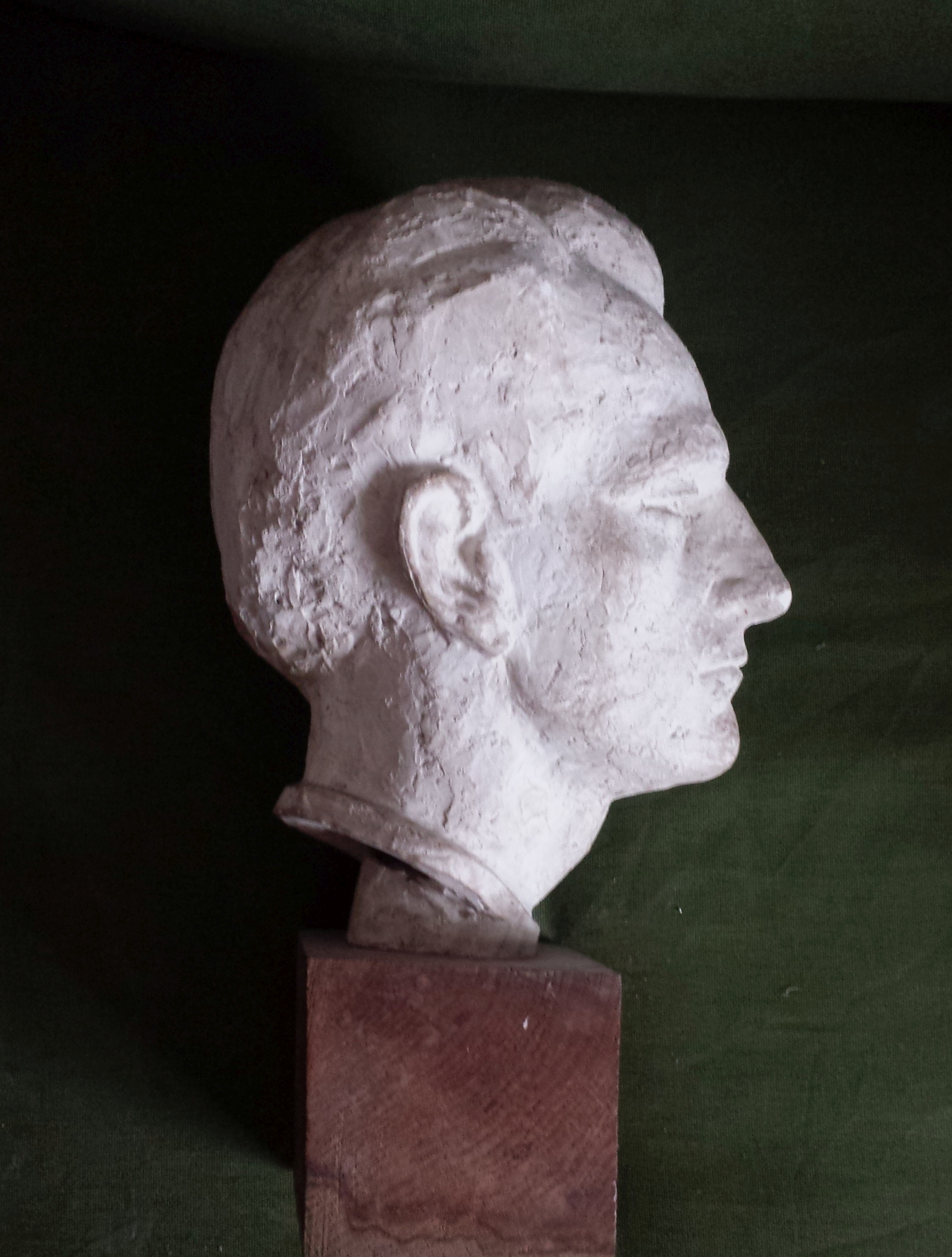
Büste von Günther Huster im Profil

Günther Huster, geboren als Kurt Paul Günter Huster  (* 25. August 1912 in Osnabrück; † 3. September 1987 in Bremen) war ein deutscher Schauspieler und Theaterdirektor in Bremen. Seinen Vornamen Günter änderte Huster später aus künstlerischen Gründen in Günther.

## Biografie
Huster war Sohn des Kaufmanns August Huster und seiner Frau Martha. Zunächst machte er eine kaufmännische Lehre. Daneben nahm er Schauspielunterricht. Nach dem Zweiten Weltkrieg, in dem er Soldat war, gründete er 1947 das Bremer Zimmertheater mit dem Beinamen „Das Experiment“. Das Theater befand sich zuerst für kurze Zeit in der Privatwohnung seiner kleinen Familie in der Prager Straße 15. Hier stellte er dem Bremer Publikum Avantgardetheater vor.
Zudem organisierte er das neue Theaterleben in Bremen. Dabei bevorzugte er moderne, impulsive Problemstücke. Zuerst spielte er in einem Zimmer in Schwachhausen. Zusammen mit Wolfgang Dohnberg gründete er 1948 ein Zimmertheater bzw. Theater im Haus. Gespielt wurde im Haus Contrescarpe 8 und ab November 1951 in einem Haus Schwachhauser Ring 78. Huster leitete von 1948 bis 1951 das Haus, das zuletzt auch Ateliertheater hieß. Das Theater wurde 1951 vom Literarischen Verein übernommen. 1953 übernahm er wieder das neu eröffnete Bremer Zimmertheater, das ab 1955 im Haus Schwachhauser Heerstraße 30a residierte und 1976 in den Schnoor umzog, wo Huster den Namen „Theater im Schnoor“, abgekürzt TIS, einführte. Der experimentierfreudige Theaterdirektor pflegte besonders die Gegenwartsdramatik und hat auf zahllosen Gastspielen im In- und Ausland für die Avantgarde eine Lanze gebrochen.
Huster leitete ab 1976 das Theater im Schnoor, für dessen Gründung er zwölf Jahre unermüdlich gekämpft hatte. 1977 schied er mit einem Ehrensold der Stadt Bremen aus diesem Theater aus. Allerdings war damit nicht sein Theaterleben beendet: 1977 eröffnete er erneut das Zimmertheater, das bis zu Husters Tod im Institut Français in der Contrescarpe in Bremen spielte.
Sein Sohn Till ist Schauspieler am Ohnsorg-Theater in Hamburg.